# Hédi Kaddour
Pour les articles homonymes, voir Kaddour.
Hédi Kaddour, né le 1er juillet 1945, à Tunis (Tunisie), est un poète et romancier franco-tunisien.

## Biographie
Hédi Kaddour est né d'un père tunisien et d'une mère française. Reçu premier à l'Agrégation de lettres modernes, il devient traducteur de l'anglais, l'allemand et l'arabe. Jusqu'en 2006, il enseigne la littérature française et la dramaturgie à l'École normale supérieure de Fontenay/Saint-Cloud devenue ENS de Lyon. Il a également enseigné la traduction littéraire à la New York University in France et l'écriture journalistique au Centre de formation des journalistes (CFJ, Paris).
Il enseigne l'écriture de reportage à l'École des métiers de l'information de Paris et anime l'un des ateliers d'écriture de NRF chez Gallimard. Il est rédacteur en chef adjoint de la revue Po&Sie, et publie de temps en temps des chroniques littéraires au Monde des livres, à la Nouvelle Revue Française, Libération ou au Magazine littéraire.
Il est également membre du conseil d'administration et enseignant à La Chance, organisation qui lutte pour la diversité dans les médias et prépare aux épreuves de recrutement des grandes écoles de journalisme.
Après plusieurs recueils de poèmes parus aux éditions Gallimard, il publie en 2005 Waltenberg, roman qui plonge dans l'histoire du XXe siècle. Ce livre, qui mêle aventure et espionnage, abrite également une trame sentimentale teintée de mélancolie. Salué par la critique, le roman reçoit le prix Goncourt du premier roman et le prix du premier roman. Il est classé « Meilleur roman français de l'année 2005 » par le magazine Lire. Un recueil d'articles sur ce roman est paru sous le titre Études sur Waltenberg, roman de Hedi Kaddour, aux éditions Act Mem (coll. « Lire Aujourd'hui ») en 2007. Le roman Waltenberg est publié en traduction anglaise (par David Coward) chez Random House en 2007 et en traduction allemande (par Grete Osterwald) en 2009 chez Eichborn Verlag (Francfort-sur-le-Main). 
En janvier 2010, Hédi Kaddour publie deux nouveaux ouvrages : un roman, Savoir-vivre, et un journal, Les Pierres qui montent, notes et croquis de l'année 2008, tous deux chez Gallimard.
Paru en août 2015, son roman Les Prépondérants, situé dans le Maghreb, mais inspiré par l'affaire Roscoe Arbuckle, vaut à Hédi Kaddour de remporter le prix Jean-Freustié, le Grand prix du roman de l'Académie française et le prix Valery-Larbaud. La traduction allemande (Die Grossmächtigen par Grete Osterwald, publiée chez Aufbau, se voit attribuer le Jane-Scatcherd-Preis au Salon Mondial du Livre de Francfort (Frankfurter Buchmesse).
Trois de ses poèmes ont été mis en musique en 1999 pour voix et piano par le compositeur Karol Beffa, dans le recueil Six mélodies (Le Vin nouveau, Théâtre du vide et La Jalousie). Ces pièces ont été par la suite transcrites pour violon (ou alto) et piano en 2008 (Cinq Pièces).
La Nuit des orateurs (2021) s'apparente à un roman historique sur l'entourage de Domitien, à Rome, en 89-96, autour du personnage de Tacite (58-120), avec son épouse Giulia Agricola (it), son ami Pline le Jeune, mais aussi Pétrone, Herennius Senecio, Baebius Massa (en), Parthenius, Titus Flavius Norbanus, Nerva...
En 2023, il se porte candidat à l'Académie française.

## Œuvres

### Romans
- Waltenberg, Paris, Gallimard, coll. « Blanche », 2005, 711 p. (ISBN 978-2-07-077396-1) – Prix Goncourt du premier roman
- Savoir-vivre, Paris, Gallimard, coll. « Blanche », 2010, 197 p. (ISBN 978-2-07-012776-4)
- Les Prépondérants, Paris, Gallimard, coll. « Blanche », 2015, 464 p.  (ISBN 978-2-07-014991-9) – Prix Jean-Freustié 2015[6]  ; Grand prix du roman de l'Académie française ; prix Valery-Larbaud 2016.
- La Nuit des orateurs, Gallimard, 2021, 359 pages  (ISBN 978-2-07-290089-1)

### Poésie
- Le Chardon mauve, Pantin, France, Le Temps des cerises, 1987, 156 p. (ISBN 978-2-84109-395-3)
- La fin des vendanges, Paris, Éditions Gallimard, coll. « Blanche », 1989, 100 p. (ISBN 978-2-07-071611-1)
- La chaise vide, Sens, France, Éditions Obsidiane, coll. « Les solitudes », 1992, 36 p. (ISBN 978-2-904469-77-0)
- Jamais une ombre simple, Paris, Éditions Gallimard, coll. « Blanche », 1994, 107 p. (ISBN 978-2-07-073610-2)
- Aborder la poésie, Paris, Éditions du Seuil, coll. « Mémo », 1997, 90 p. (ISBN 978-2-02-022961-6)
- L'Émotion impossible, Cognac, France, Les Éditions Le Temps qu'il fait, 1994, 116 p. (ISBN 978-2-86853-200-8)
- Passage au Luxembourg, Paris, Éditions Gallimard, coll. « Blanche », 2000, 108 p. (ISBN 978-2-07-075818-0)

### Journal
- Les pierres qui montent : Notes et croquis de l'année 2008, Paris, Éditions Gallimard, coll. « Blanche », 2010, 376 p. (ISBN 978-2-07-012773-3)

### Autres
- Inventer sa phrase, Paris, Éditions Victoires, coll. « Métier journaliste », 2007, 119 p. (ISBN 978-2-35113-023-0)
- Littérature et Saveur, mélanges offerts à Jean Goldzink, Paris, Éditions Le Manuscrit, 2009, 453 p. (ISBN 978-2-304-02400-5)
- « Un théâtre mauvais genre. En attendant Godot et Fin de partie », dans Les Temps Modernes,  (ISSN 0040-3075), no 604, juin 1999, p. 119-130 [lire en ligne (page consultée le 6 mai 2010)]
- Michel Deguy, Robert Davreu, et Hédi Kaddour, Des poètes français contemporains, Paris, Éditions ADPF, 2006, 130 p. (ISBN 978-2-911127-83-0)
- Michel Butor, Chloé Delaume, Pierrette Fleutiaux, et Hédi Kaddour, Neuf leçons de littérature, Paris, Éditions Thierry Magnier, 2007, 187 p. (ISBN 978-2-84420-540-7)
- Jean-Michel Frodon, Au cinéma avec « Les Prépondérants » [lire en ligne]